# Martin von Feuerstein

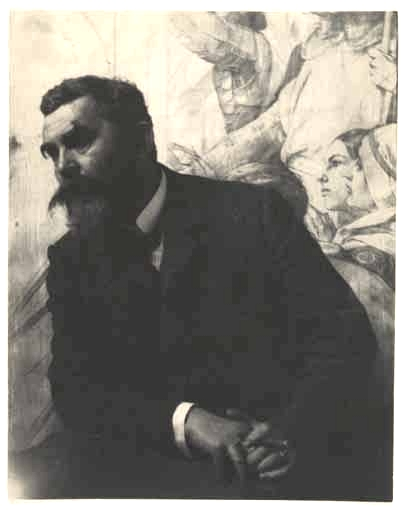
Martin Feuerstein, Foto um 1908

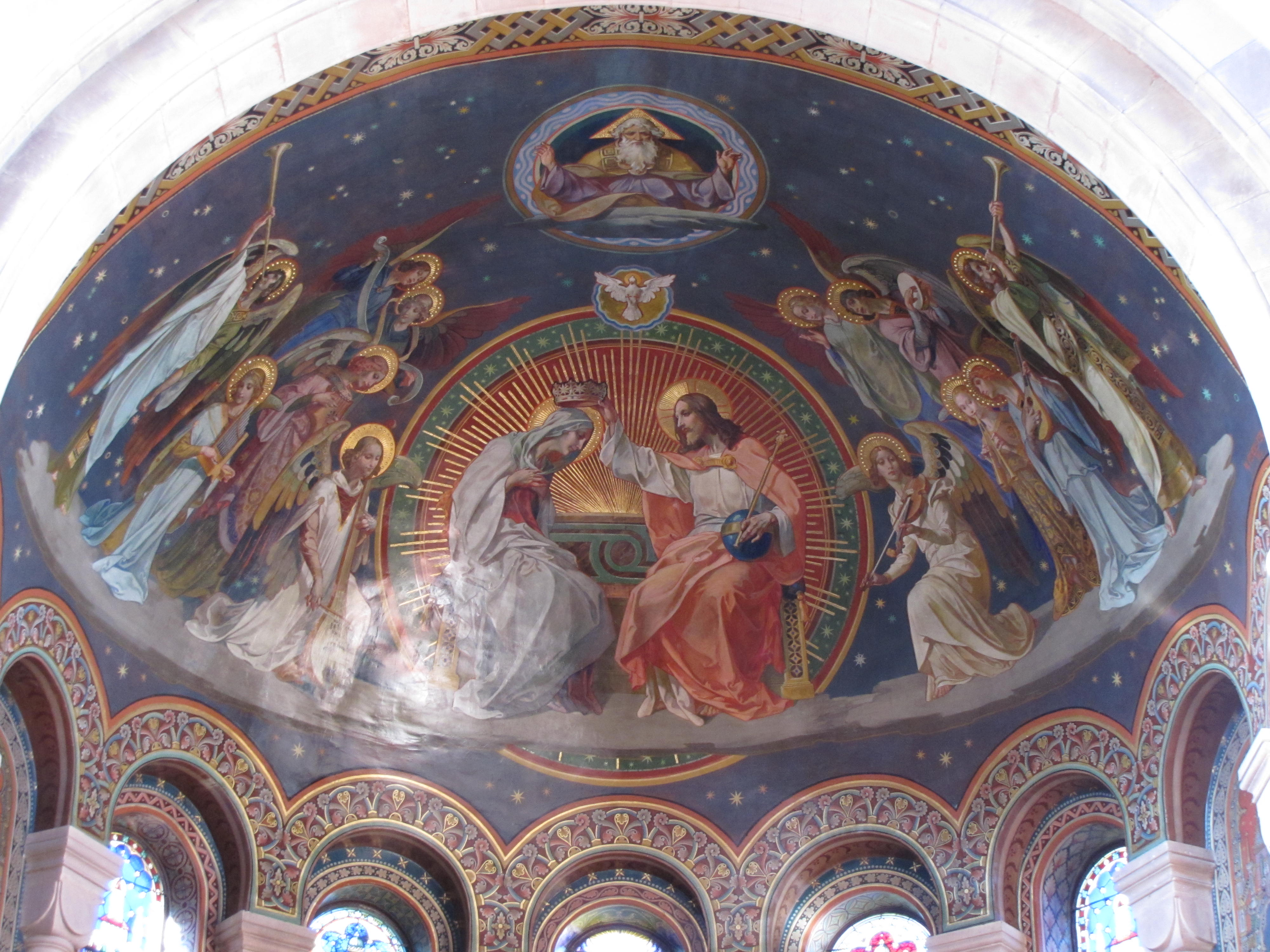
Chorfresken in St. Pantaleon in Gueberschwihr

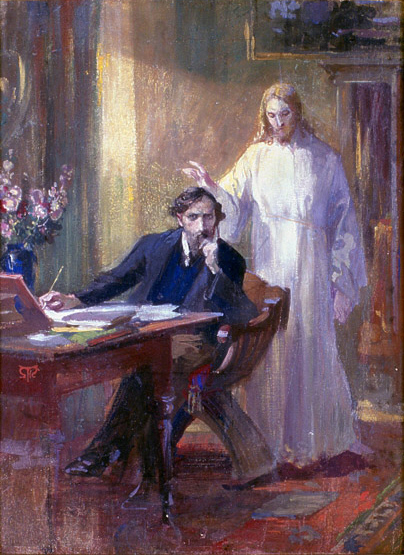
„Selbstporträt mit Christuserscheinung“, um 1900

Carl Martin Feuerstein, ab 1914 Ritter von Feuerstein, (* 5. Januar 1856 in Barr; † 13. Februar 1931 in München) war ein deutscher Maler und Hochschullehrer. Er war ein später Repräsentant der Nazarener, nahm aber in seinem von religiösen Motiven geprägten Werk auch Elemente des Impressionismus und des Jugendstils auf.

## Leben
Martin Feuersteins Vorfahren stammten aus dem Kleinwalsertal. Sein Vater war der Bildhauer Johann Martin Feuerstein, seine Mutter Marie Agathe Catharine Feuerstein geborene Müller. Bis 1870 besuchte er das Gymnasium in Colmar und studierte zunächst in München. 1878 siedelte er nach Paris über, von 1880 bis 1882 arbeitete er als Genremaler im Elsass. 1882/1883 unternahm er eine Reise nach Italien und ging dann nach München, wo er sich der religiösen Malerei zuwandte. Von 1898 bis 1924 war er Professor für Religiöse Malerei an der Münchner Kunstakademie.
Für seine Leistungen verlieh ihm König Ludwig III. 1914 das Ritterkreuz des Verdienstordens der Bayerischen Krone. Mit der Verleihung war die Erhebung in den persönlichen Adelsstand verbunden und er durfte sich nach der Eintragung in die Adelsmatrikel Ritter von Feuerstein nennen.

## Werke
Werke Feuersteins finden sich in Münchner Museen, in der Münchner Kirche St. Anna im Lehel, in der Kirche Ss. Corpus Christi in Berlin, in der Kirche Maria Opferung in Riezlern (Kleinwalsertal), in Regensburger Kirchen (Karmelitenkirche St. Theresia und Pfarrkirche St. Wolfgang), in der Kirche St. Klara in Nürnberg, in elsässischen Kirchen (Liebfrauenkirche in Thierenbach, St. Ludwig in Straßburg, St. Joseph in Straßburg-Königshofen, Dominikanerkirche Colmar), im Breisgau, im Villinger Münster und in der deutschen Kapelle der Basilika des Heiligen Antonius in Padua. Zwei große Seitenaltar-Gemälde (Muttergottes bzw. heilige Familie) sind in der Kirche St. Agatha in Dietikon (Schweiz) zu finden. Außerdem befinden sich viele Werke in Privatbesitz. Feuerstein war mit einer Schwester von Emil Keyser verheiratet. Da diese aus Stans stammte und ihre Schwester mit Ernst Zimmermann verheiratet war, verbrachten sie oft zusammen ihre Ferien in Stans, wo sie sich auch mit Eduard Zimmermann trafen.

## Schüler
Zu den Schülern von Martin von Feuerstein zählten der Düsseldorfer Porträtmaler Franzjosef Klemm sowie die Maler Theodor Baierl, Heinrich Barth, Hermann Bergenthal, Franz Xaver Dietrich, Klaas Koster, Georg Vogt und die Kirchenmaler Leonhard Götz, Georg Kau und Josef Wittmann.